# Mausolée de Goharshad
Le mausolée de Goharshad également connu sous le nom de tombe de Baysunghur est un édifice situé sur le plateau du Mussella, au nord de la ville d'Hérat, en Afghanistan. C'est un des rares vestiges de l'ensemble d'édifices d'époque timouride conservé au début du XXIe siècle.

## Histoire
Le mausolée a été construit sur le plateau à l'époque où la ville était la capitale de cet empire après son transfert de Samarcande au début du XVe siècle. Le mausolée est une partie de la médersa de Goharshad, son côté nord-ouest.
Goharshad épouse Sharokh à l’âge de seize ans.
Huit pierres tombales sont retrouvées au milieu du XIXe siècle dont six subsistent. Le mausolée a servi de nécropole pour la dynastie timouride et a abrité entre autres les sépultures de Baysunghur Ier, Shahrokh, Goharshad. La dépouille de Sharokh a été transportée par son fils Ulugh Beg à Samarcande et réinhumée dans le Gour Emir auprès de Tamerlan.
Le mausolée abrite depuis 1915 neuf des dix panneaux de marbre provenant de minarets du site et un dernier panneau est conservé à Berlin au sein du Musée d'Art islamique de Berlin.
Au XXe siècle, le mausolée était en très mauvais état, la coupole en particulier. L’intervention dans les années 1950 a entraîné un changement radical de l’aspect du bâtiment, avec la construction d’une toute nouvelle façade orientale et la démolition du Mihrab hexagonal et son remplacement par une façade rectangulaire. Un parc de conifères appelé « Parc de Behzâd » est planté en 1951, destiné à protéger le monument du « vent des cent-vingt jours ». En 1974, le minaret du sud-est de l’édifice, haut de 42,40 m est consolidé.
Le secteur est entouré de camps militaires au début des années 1980 et le mausolée est touché par des obus soviétiques qui endommagent la décoration, la façade de l’édifice et le minaret. Le parc arboré est décimé entre 1987 et 1990 pour servir à chauffer la population.
Ceci, ainsi que des restaurations ultérieures, étaient de mauvaise qualité et utilisaient des matériaux inappropriés. En 2014, l’UNESCO et le gouvernement afghan se sont coordonnés pour tenter de préserver et de reproduire le travail de tuiles sur le dôme extérieur.
En 1992 les autorités issues de la Résistance font mettre à l'abri les éléments de décor tombés à terre. En appui avec les autorités locales, une ONG danoise, DACCAR, consolide le mausolée en 1994. Un mur de protection de 1 023 m de long est élevé en 2000-2001. Le parc arboré est reconstitué.

## Architecture

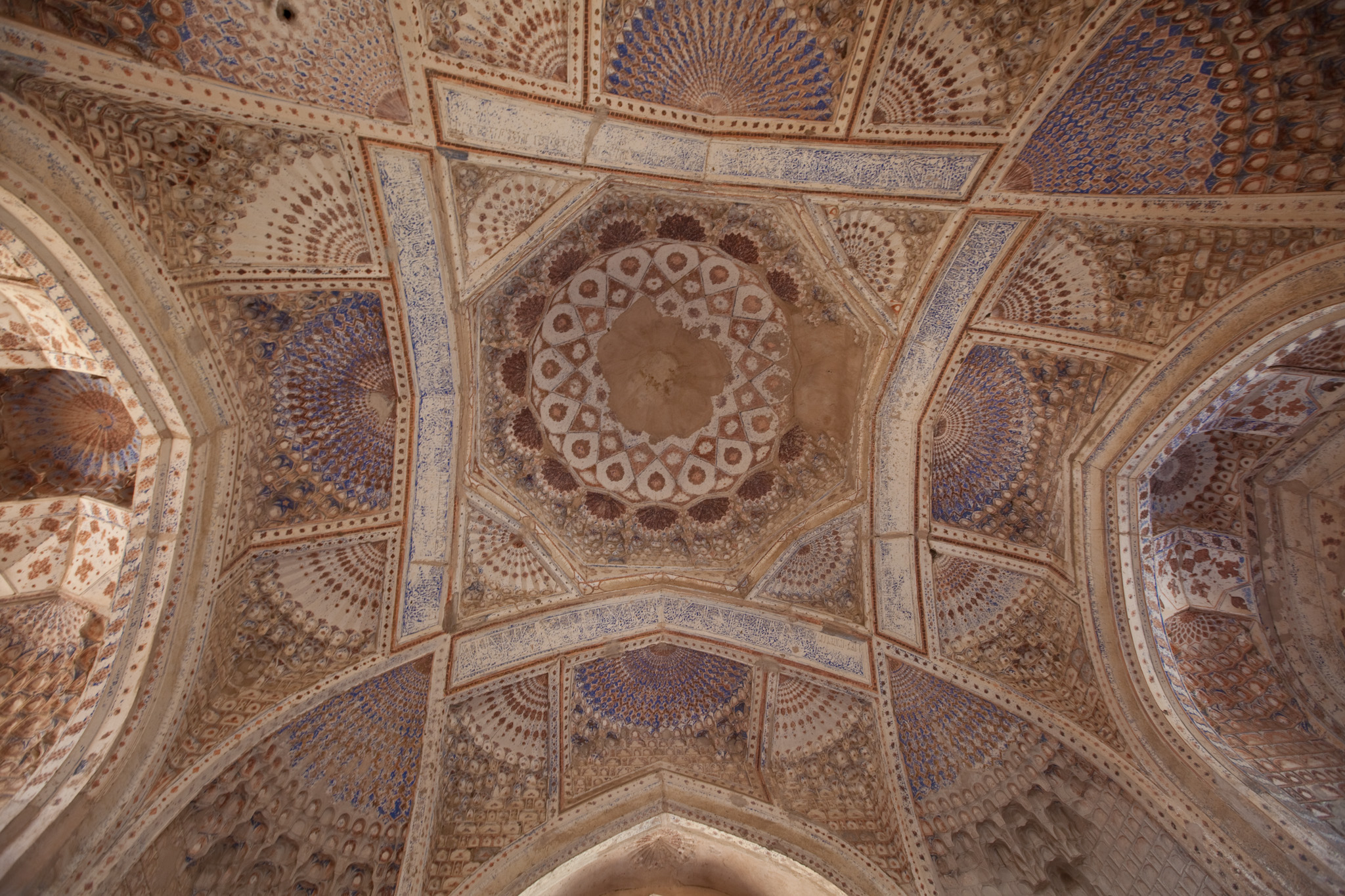
Coupoles du mausolée en 2009.

Le mausolée dit de Goharshad est un élément emblématique du site et subsiste de nos jours. Une chambre à dômes de 16,80 m sur 16,10 m est conservée, pour une hauteur de 25 m.
Les dimensions intérieures sont de 9,50 m de large et 10,80 m de haut.
Le mausolée forme une croix, avec un dôme couvrant le centre. Ce dôme est la caractéristique la plus impressionnante de la structure, en ce sens qu’il s’agit en fait de trois dômes superposés l’un sur l’autre : un dôme intérieur bas, une coupole extérieure à bulbe et un dôme structurel entre eux. La coupole extérieure est décorée de mosaïques fleuries bleu-vert clair. Le dôme intérieur est orné de feuilles d’or, de lapis-lazuli et d’autres couleurs qui forment des motifs complexes. L’intérieur de la tombe elle-même est une chambre carrée avec des niches axiales.
Les pierres tombales présentes dans l’édifice sont de forme oblongue et en pierre noire mate, avec des motifs floraux sculptés.
La richesse des décors de mosaïques de céramiques et d'arabesques est remarquable.
La restauration effectuée au milieu du XXe siècle rend impossible la lecture de l'édifice comme un des côtés de la médersa.